# Степівка (Хмельницький район)
Степі́вка — село в Україні, в Хмельницькому районі Хмельницької області. Населення становить 237 осіб.

## З історії
Колишній орган місцевого самоврядування — Вовковинецька селищна рада.